# The MOFO Project/Object
MOFO je hudební album Franka Zappy, vydané v Zappa Family Trust v roce 2006, materiál byl nahrán v roce 1966, tedy album bylo vydané ke 40. výročí natočení materiálu.

## Seznam skladeb

### 2-CD verze
Disc 1:
Původní Stereo LP Freak Out! z roku 1966.
Disk 2:
1. Trouble Every Day (Basic Tracks)
2. Who Are the Brain Police?[2]
3. I Ain't Got No Heart (Basic Tracks)
4. You Didn't Try to Call Me (Basic Tracks)
5. How Could I Be Such a Fool?[2]
6. Anyway the Wind Blows – 1987 FZ Remix
7. Go Cry on Somebody Else's Shoulder (Vocal Overdub Take 2)
8. Motherly Love (Vocal Overdub Master Takes)
9. "Tom Wilson"
10. "My Pet Theory"
11. Hungry Freaks Daddy (Basic Tracks)[2]
12. Help, I'm a Rock – 1970 FZ Remix[2]
13. It Can't Happen Here – 1970 FZ Remix[2]
14. Freak Out Drum Track w/ Timp. & Lion
15. Watts Riot Demo[2]/Fillmore Sequence
16. Freak Out Zilofone[2]
17. "Low Budget Rock & Roll Band"

### 4-CD verze
Disc 1:
Původní Stereo LP Freak Out! z toku 1966.
Disk 2:
1. Hungry Freaks, Daddy – Vocal Overdub Take 1
2. Anyway the Wind Blows – Vocal Overdub
3. Go Cry On Somebody Else's Shoulder – Vocal Overdub Take 2
4. I Ain't Got No Heart – Vocal Overdub Master Take
5. Motherly Love – Vocal Overdub Master Takes
6. I'm Not Satisfied – 2nd Vocal Overdub Master, Take 2 (Rough Mix)
7. You're Probably Wondering Why I'm Here – Vocal Overdub Take 1 (Incomplete)/Take 2 (Incomplete)
8. You're Probably Wondering Why I'm Here – Basic Tracks
9. Who Are the Brain Police? – Basic Tracks
10. How Could I Be Such a Fool? – Basic Tracks
11. Anyway the Wind Blows – Basic Tracks
12. Go Cry On Somebody Else's Shoulder – Basic Tracks
13. I Ain't Got No Heart – Basic Tracks
14. You Didn't Try to Call Me – Basic Tracks
15. Trouble Every Day – Basic Tracks
16. Help, I'm a Rock – FZ Edit
17. Who Are the Brain Police? (Section B) – Alternate Take
18. Groupie Bang Bang
19. Hold On to Your Small Tiny Horsies…

Disk 3:
1. Objects
2. Freak Trim (Kim Outs A Big Idea)
3. Percussion Insert Session Snoop
4. Freak Out Drum Track w/ Timp. & Lion
5. Percussion Object 1 & 2
6. Lion Roar & Drums From Freak Out!
7. Vito Rocks the Floor (Greek Out!)
8. "Low Budget Rock & Roll Band"
9. "Suzy Creamcheese (What's Got Into You?)"
10. Motherly Love [Live]
11. You Didn't Try to Call Me [Live]
12. I'm Not Satisfied [Live]
13. Hungry Freaks, Daddy [Live]
14. Go Cry On Somebody Else's Shoulder [Live]

Disk 4:
1. Wowie Zowie
2. Who Are the Brain Police? (Section A, C, B)
3. Hungry Freaks, Daddy
4. Cream Cheese (Work Part)
5. Trouble Every Day
6. It Can't Happen Here (Mothermania version)
7. "Psychedelic Music"
8. "MGM"
9. "Dope Fiend Music"
10. "How We Made It Sound That Way"
11. "Poop Rock"
12. "Machinery"
13. "Psychedelic Upholstery"
14. "Psychedelic Money"
15. Who Are The Brain Police?
16. Any Way the Wind Blows
17. Hungry Freaks, Daddy
18. "The 'Original' Group"
19. "Necessity"
20. "Union Scale"
21. "25 Hundred Signing Fee"
22. "Tom Wilson"
23. "My Pet Theory"
24. "There is No Need"